# Nicanor (général de Démétrios)
Pour les articles homonymes, voir Nicanor.

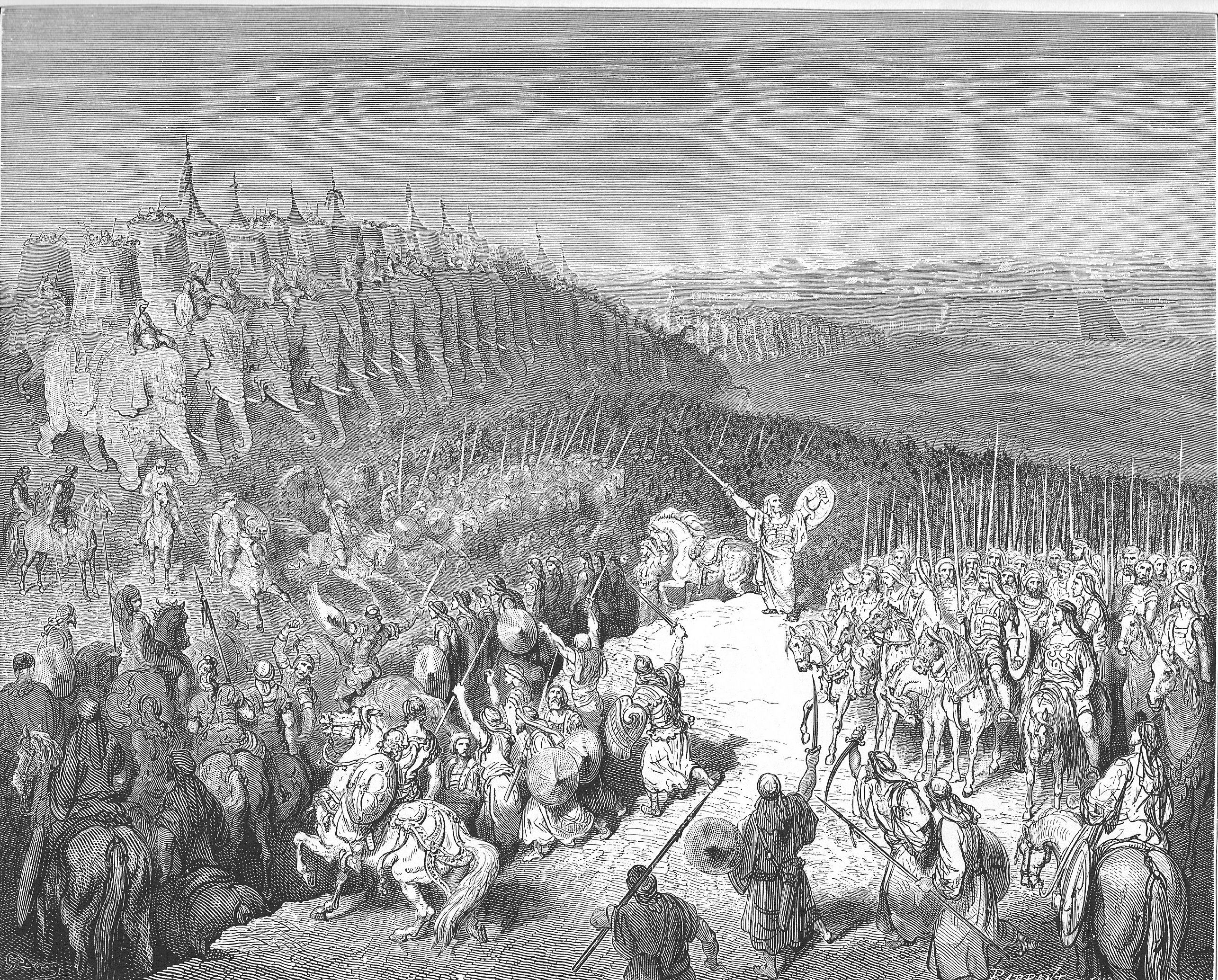
Judas Maccabeus devant l'armée de Nicanor (1 Macc. 7:26-32) par Gustave Doré.

Nicanor (en grec ancien Nικάνωρ / Nicanôr), mort en 161 av. J.-C., est un général séleucide ayant servi sous Antiochos IV puis sous Démétrios Ier Sôter. Il est connu par les deux premiers Livres des Maccabées qui racontent la révolte des Maccabées.
Fils de Patrocle, il est envoyé en Judée contre Judas Maccabée et il est deux fois vaincu lors de la révolte des Maccabées. Il périt dans la seconde rencontre à Adassa. Judas lui fait couper la tête et la main droite, qui sont portées à Jérusalem.
Le jour anniversaire de sa mort, dit « Jour de Nicanor », le 13 Adar, est jour de fête chez les Juifs jusqu'à la chute du Temple de Jérusalem, en l'an 70.